# Imre Géra
Imre Géra (* 6. März 1947 in Abaújszántó) ist ein ehemaliger ungarischer Radrennfahrer und nationaler Meister im Radsport.

## Sportliche Laufbahn
Bereits 1964, mit 17 Jahren, wurde er Mitglied der ungarischen Nationalmannschaft. Géra war Teilnehmer der Olympischen Sommerspiele 1968 in Mexiko-Stadt. Beim Sieg von Pierfranco Vianelli belegte er den 21. Platz im Straßenrennen. Auch 1972 war er am Start beim olympischen Straßenrennen und wurde dort als 67. klassiert.
Er fuhr die Internationale Friedensfahrt siebenmal. Sein bestes Ergebnis in der Gesamteinzelwertung war der 7. Platz 1970. 1973 konnte er eine Etappe der Algerien-Rundfahrt für sich entscheiden.
Viermal startete er im ungarischen Vierer bei den Straßenradsport-Weltmeisterschaften im Mannschaftszeitfahren. Hierbei war der 7. Platz 1971 mit Tibor Debreceni, József Peterman und András Takács sein bestes Resultat.
Géra wurde mehrfach ungarischer Meister, 1967 im Einzelrennen und zweimal im Mannschaftszeitfahren.
Géra gewann in seiner Heimat zweimal den Mecsek-Cup, die Rundfahrt durch die Bükk-Berge viermal, sowie zweimal das Rennen Košice–Tatras in der Tschechoslowakei. Er startete für den Verein Miskolc VSC. 1978 beendete er seine Laufbahn.

## Berufliches
Géra arbeitete als Maurer, später als Industriekletterer bei der Sanierung hoher Gebäude. Er erwarb mehrere technische Diplome und arbeitete zeitweise als Schlosser in Deutschland.